# Stamnodes kelseyi
Stamnodes kelseyi là một loài bướm đêm trong họ Geometridae.